# Kování

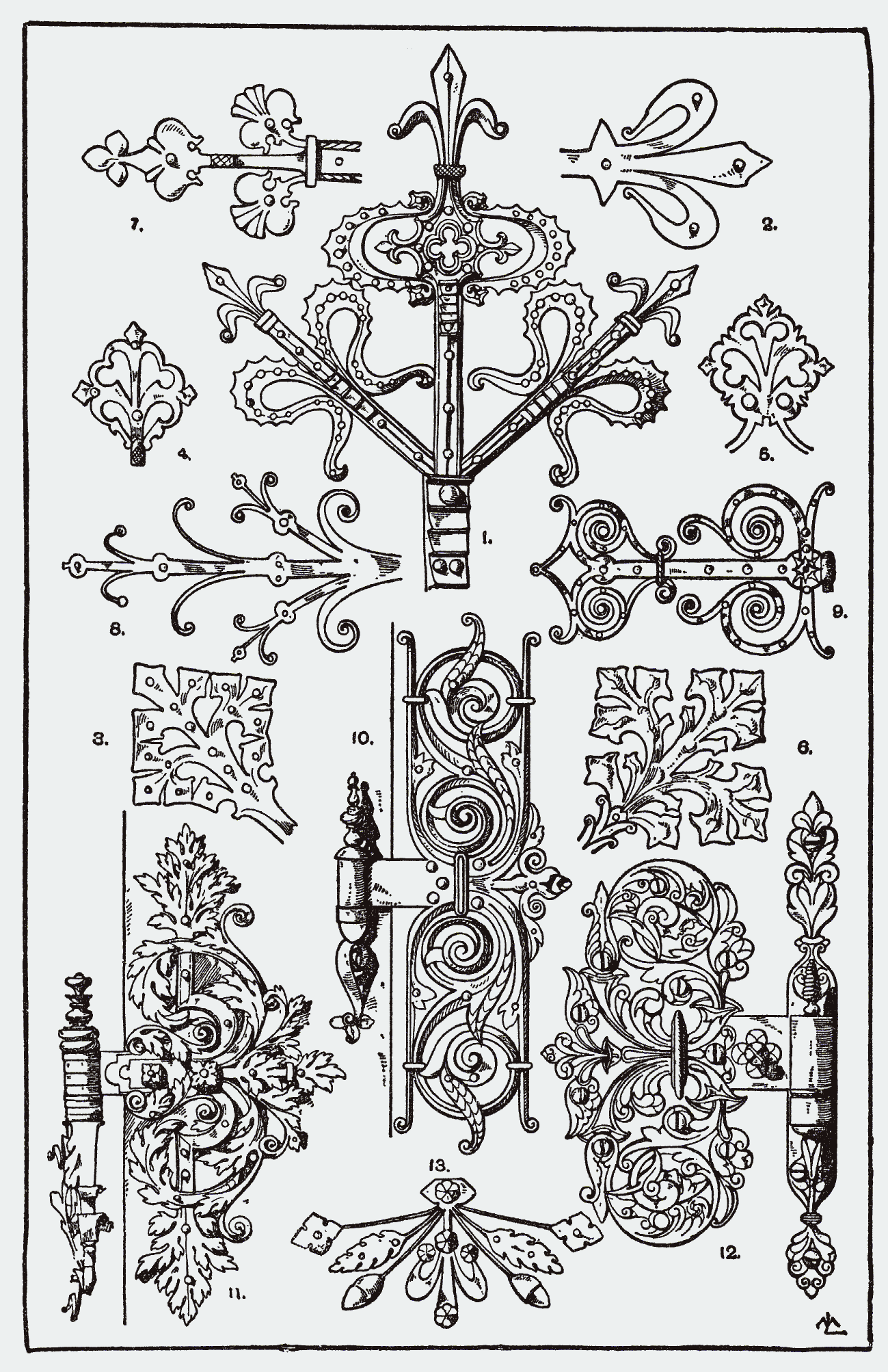
Kování

Kování je předmět, který slouží ke zvýšení únosnosti něčeho, co je vyrobeno z relativně málo pevného a málo odolného materiálu. Typickým příkladem je kování užívané ve stavebnictví nebo při výrobě nábytku, dveří, oken, částí lodí a dalších.
Mohou to být různé kliky, závěsy (panty), úchyty, poutka, zesílené hrany apod.
Kování je obvykle vyrobeno z kovu a je pevně přichyceno k měkčímu materiálu.

## Základní skupiny kování
- dveřní kování
- okenní kování
- stavební kování
- nábytkové kování

### Dveřní kování
Dveřní kování je určeno pro interiér i exteriér. Dělíme jej na štítové, štítové nerezové, mezipokojové, rozetové, renovační a bezpečnostní a ochranné kování. Dveřní kování, stejně, jako jiná část vybavení podléhá současným módním trendům a osobnímu vkusu. To, co se od dveřního kování čeká, je především kvalita, funkčnost, snadné ovládání a originální design. Výběr vhodného kování je závislý na umístění samotných dveří. Kování určené do exteriéru bude bezpochyby bytelnější ve srovnání s kováním určeném pro interiér. V této souvislosti je členění mnohem pochopitelnější, kdy kování můžeme rozdělit na interiérové a bezpečnostní kování. V domech a bytech je nejčastější kombinací klika vs. klika, u dveří vchodových pak klika vs. koule.

### Okenní kování
Okenní kování a kliky hrají velmi důležitou roli v tomto odvětví. Musí zajišťovat nejen bezpečí, ale být estetické, aby nepůsobily na okně, jako pěst na oko. Je tedy nutné skloubit hned dva důležité body – funkčnost a vzhled. Okenní kování zajišťuje mikroventilaci, otevírání a sklopení okna. Právě volba kování rozhoduje, zda budeme okno otevírat či sklápět, popřípadě sklápět do ventilačky nebo jinak s oknem manipulovat.   

### Stavební kování
Stavební kování zahrnuje sortiment kování od interiérových dveří, bezpečnostních klik až po dveřní objektová madla a veškeré příslušenství. Jedná se o speciální stavební prvky pro všelijaká průmyslová odvětví. Poměrně často se názvem stavební kování označují výrobky, jež se využívají při stavbě vjezdové brány – pojezdové kolejnice, panty, závěsy, ale i nábytkové komponenty, různé typy konzol a další. Jednoznačná definice, pro tento druh zboží neexistuje. 

### Nábytkové kování
Nábytkové kování zahrnuje nábytkové panty, zámky, spojovací nábytkové kování, zásuvkové kování, nohy, kluzáky, nábytkové úchytky, zásuvkové pojezdy a vše ostatní spojené s nábytkem. Aby nám nábytek vydržel sloužit dlouho a dal se označit za kvalitní, musí být osázen kvalitním nábytkovým kováním. Jedná se o součást vybavení, která je velmi namáhána. Ať už se jedná o dvířka a šuplíky v kuchyni, sedací soupravu, postel či šatní skříně. Vše spojuje jeden činitel a tím je nábytkové kování. 

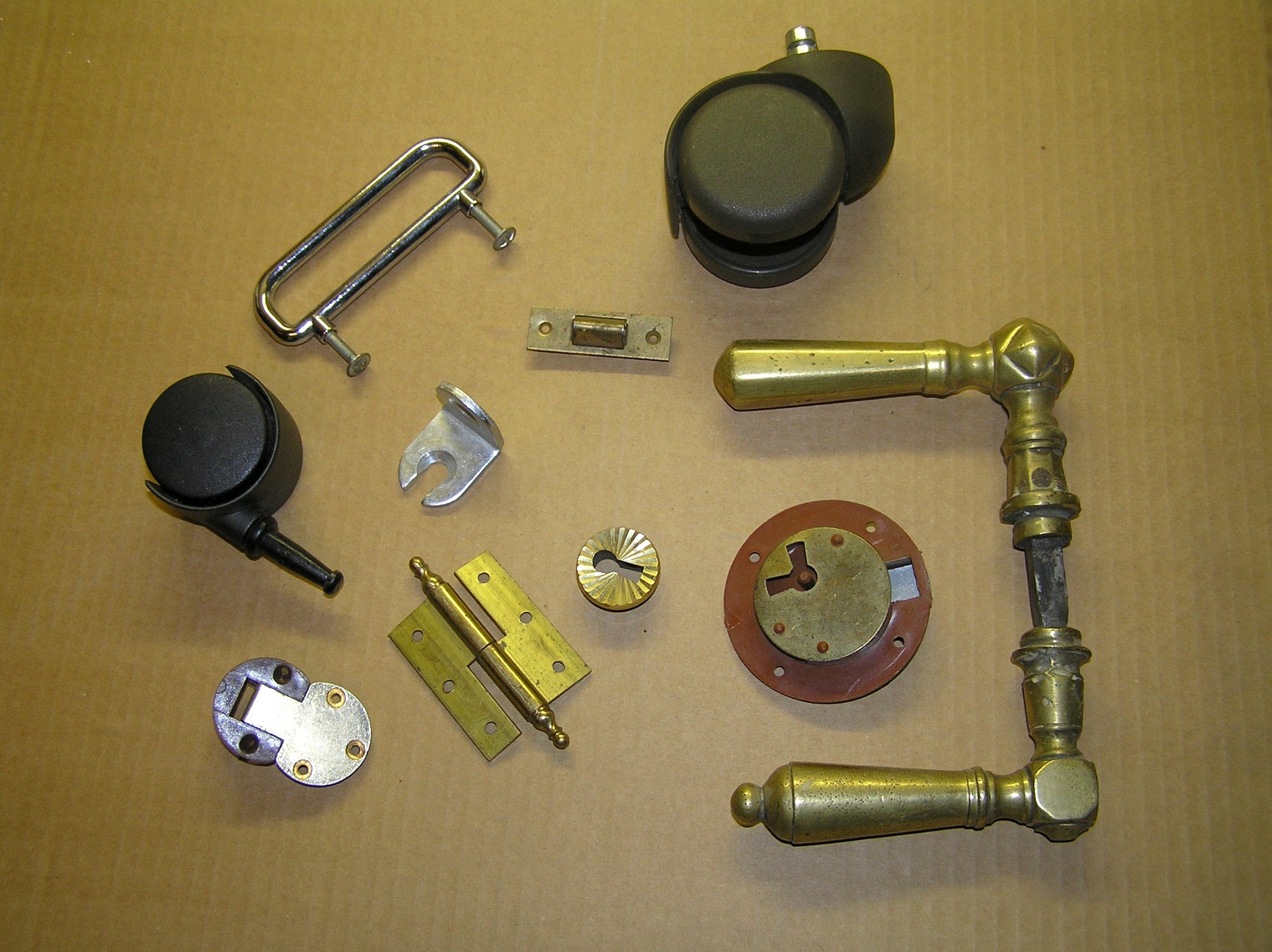
Různé nábytkové kování
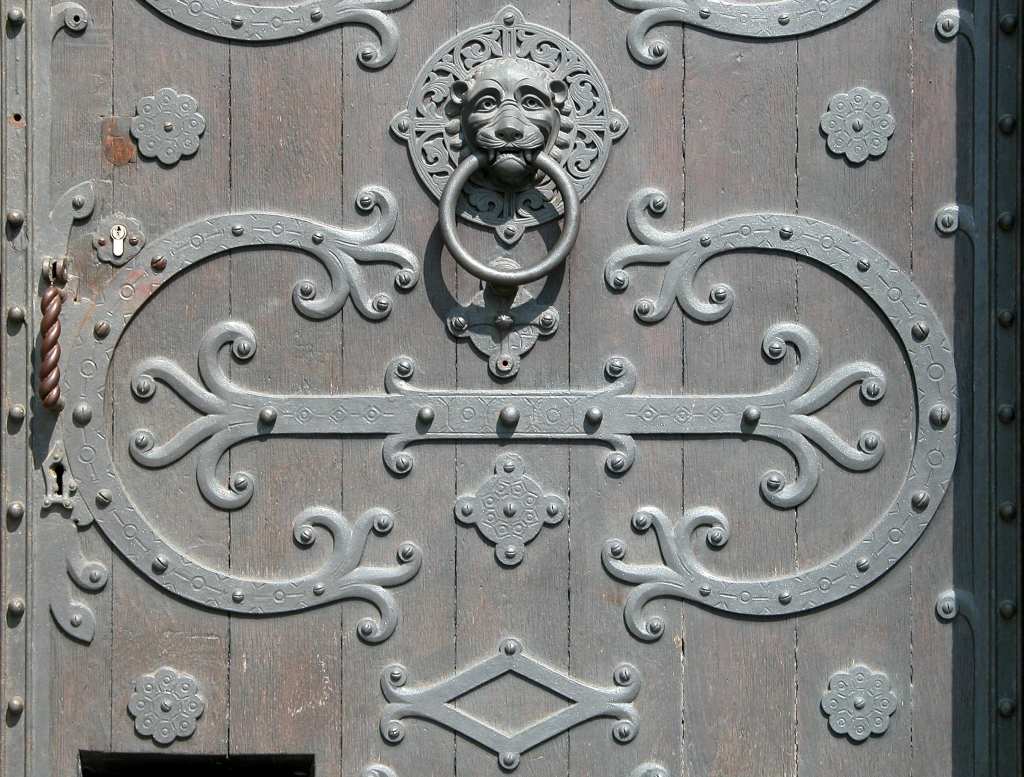
Dveřní kování
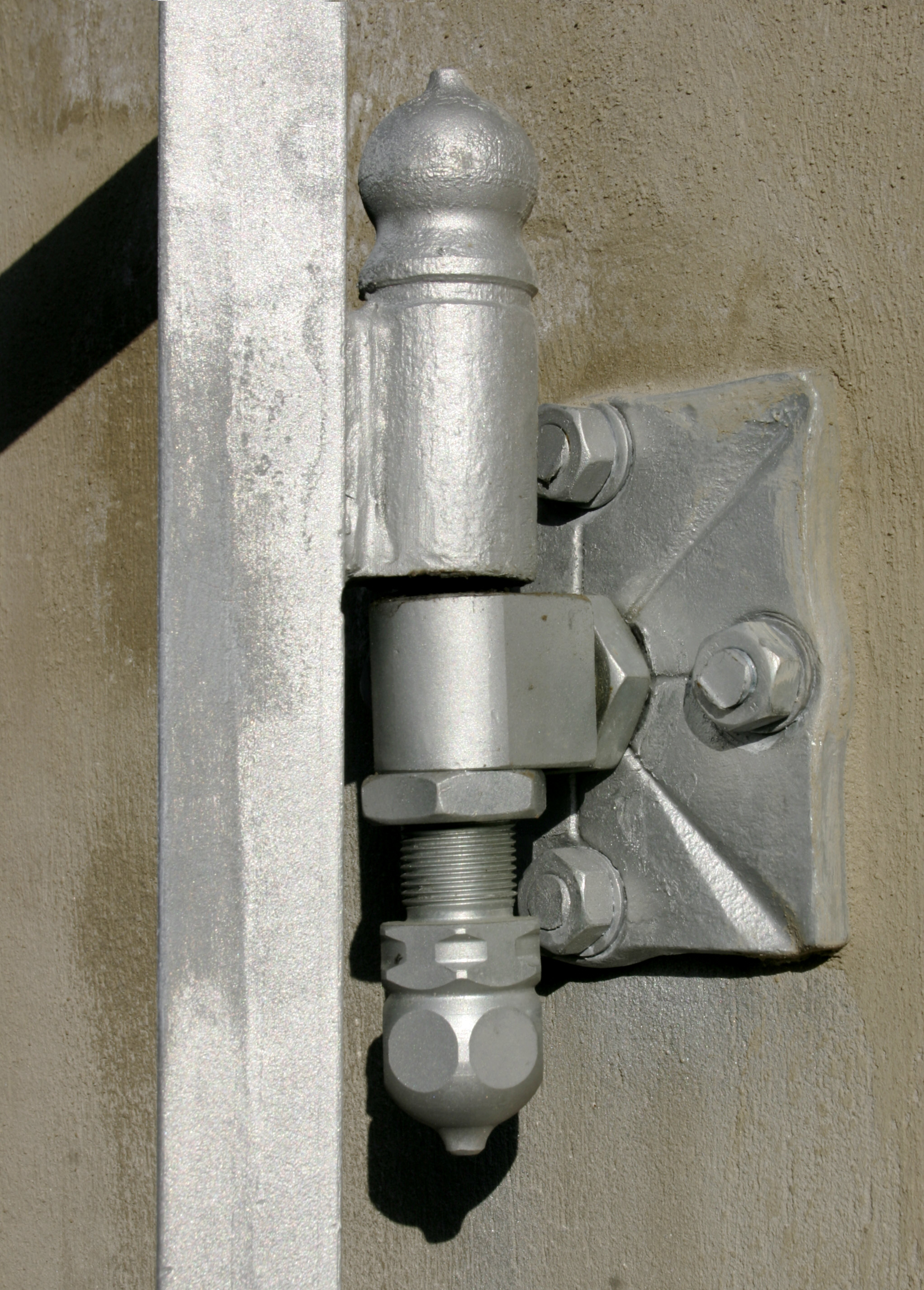
Pant
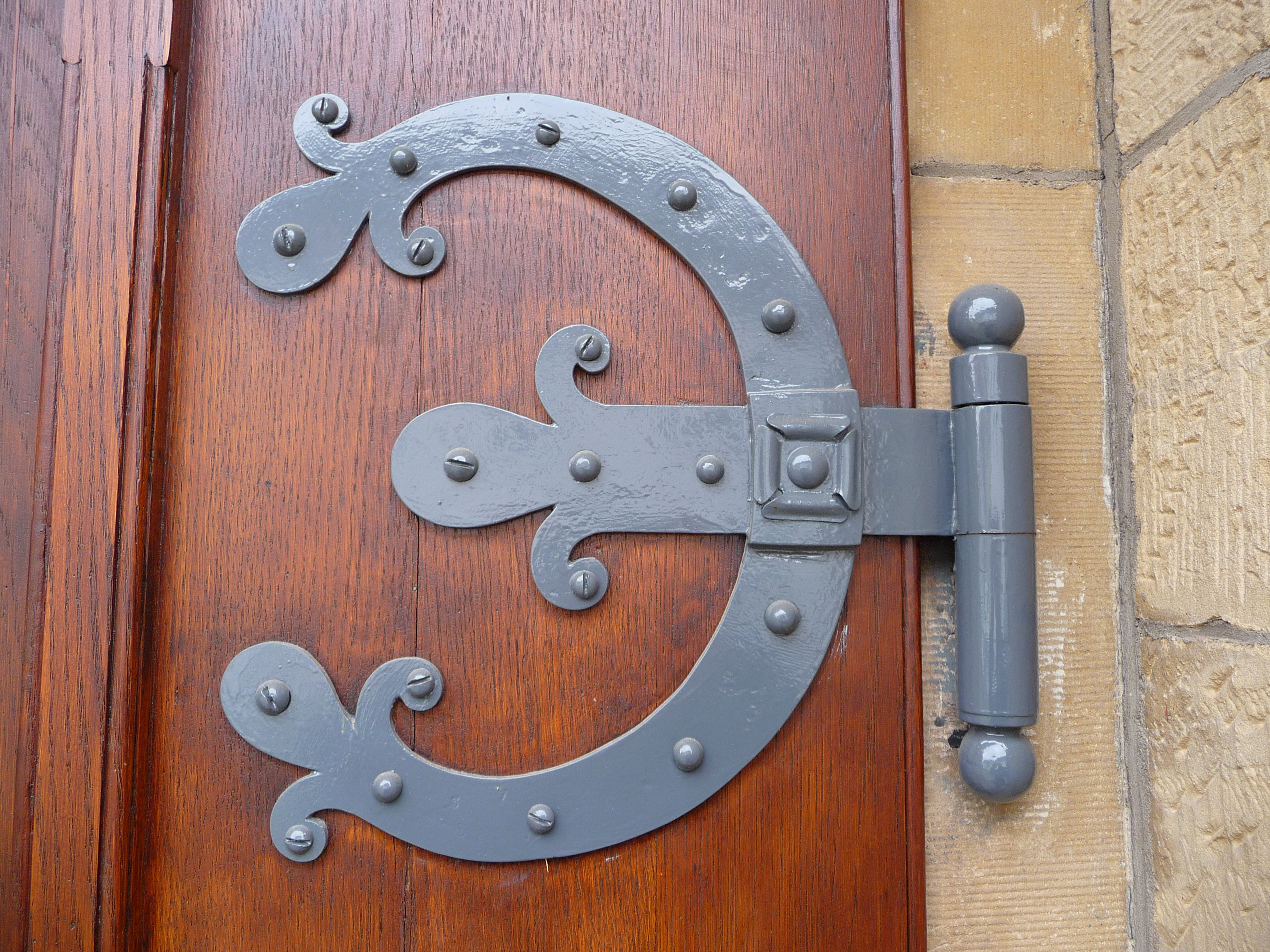
Pant